# Duguetia trunciflora
Duguetia trunciflora este o specie de plante angiosperme din genul Duguetia, familia Annonaceae, descrisă de Paulus Johannes Maria Maas și Howard Scott Gentry. Conform Catalogue of Life specia Duguetia trunciflora nu are subspecii cunoscute.